# Никодим (Николэеску)
Епи́скоп Никоди́м (рум. Episcopul Nicodim, в миру Николае Николэеску, рум. Nicolae Nicolăescu; 6 апреля 1962, Годяну, Мехединци, Румыния) — епископ Румынской православной церкви, епископ Северинский и Стрехайский (Олтенская митрополия).

## Биография
В 1969—1977 годах обучался в начальной и средней школе в Годяну. С 1977 по 1979 году учился в Техническом училище № 3 города Дробета-Турну-Северин (секция лесное хозяйство).
В 1979 году поступил в Крайовскую духовную семинарию, которую окончил в 1984 году. Одновременно, в 1979 году поступил в Тополницкий монастырь, где был пострижен в рясофор и мантию, в 1983 году — рукоположен в сан иеродиакона, а в 1985 — в сан иеромонаха.
С 1985 по 1994 год служил настоятелем в приходе Балотешти жудеца Мехединци. Участвовал в реставрационных работах по возобновлению колокольни, которая была вновь расписана и освящена в 1994 году.
В 1989 году поступил на факультет православного богословия Бухарестского университета, который окончил в 1993 году, защитив диссертацию «Евангельские наставления в монашеской жизни».
В 1990 году был возведён в сан протосинкелла и определён игуменом Тополницкого монастыря, где служил до 1992 года. С 1991 по 2001 год — игумен Монастыря Водица, возродившегося в 1990 году. При нём там был построен монастырский храм и монашеский корпус.
В 1997 году благодаря стипендии фонда «Bethleem» поступил в Афинский университет, Греция, где течении первого года проходил интенсивный курс греческого языка на факультете философии и словесности, а в 1998—2000 годах обучался на богословском факультете в магистратуре по богословию. В 2000 году защитил диссертацию «Румынская новоисихатская традиция от святого Паисия Величковского до наших дней» и получил степень магистра богословия.
В 2001 году был возведён в сан архимандрита и определён советником по социальным вопросам Крайовской архиепископии.
4-5 июля 2001 года решением Священного Синода Румынской Православной Церкви был избран викарным епископом Крайовской архиепископии с титулом «Горжский». 19 августа 2001 года состоялась его епископская хиротония.
В должности викарного епископа выполнял обязанности: руководил социально-миссионерским и административным отделами епархии; читал лекции на богословском факультете Крайовского университета по предмету «Духовное становление»; был председателем епархиальной ассоциации «Василиада» и почётным председательством в Крайовском филиале Румынской национальной ассоциации детей и взрослых с аутизмом.
11 февраля 2004 года решением церковный избирательный коллегии в Бухверсте был избран правящим епископом Северинским и Стрехайским с кафедрой в Дробета-Турну-Северин. 25 апреля того же года состоялась его интронизация.